# ویکتور کلیمنکو (ژیمناست)
ویکتور کلیمنکو (ژیمناست) (به انگلیسی: Viktor Klimenko (gymnast)) ژیمناست زادهٔ ۲۵ فوریهٔ ۱۹۴۹ میلادی اهل کشور شوروی است.